# Cantón de Saint-Laurent-de-Chamousset
El cantón de Saint-Laurent-de-Chamousset era una división administrativa francesa, que estaba situada en el departamento de Ródano y la región de Ródano-Alpes.

## Composición
El cantón estaba formado por catorce comunas:
- Brullioles
- Brussieu
- Chambost-Longessaigne
- Haute-Rivoire
- Les Halles
- Longessaigne
- Montromant
- Montrottier
- Saint-Clément-les-Places
- Sainte-Foy-l'Argentière
- Saint-Genis-l'Argentière
- Saint-Laurent-de-Chamousset
- Souzy
- Villechenève

## Supresión del cantón de Saint-Laurent-de-Chamousset
En aplicación del Decreto nº 2014-267 de 27 de febrero de 2014, el cantón de Saint-Laurent-de-Chamousset fue suprimido el 22 de marzo de 2015 y sus 14 comunas pasaron a formar parte del nuevo cantón de L'Arbresle.